# Theodor Stein
Pour les articles homonymes, voir Stein.

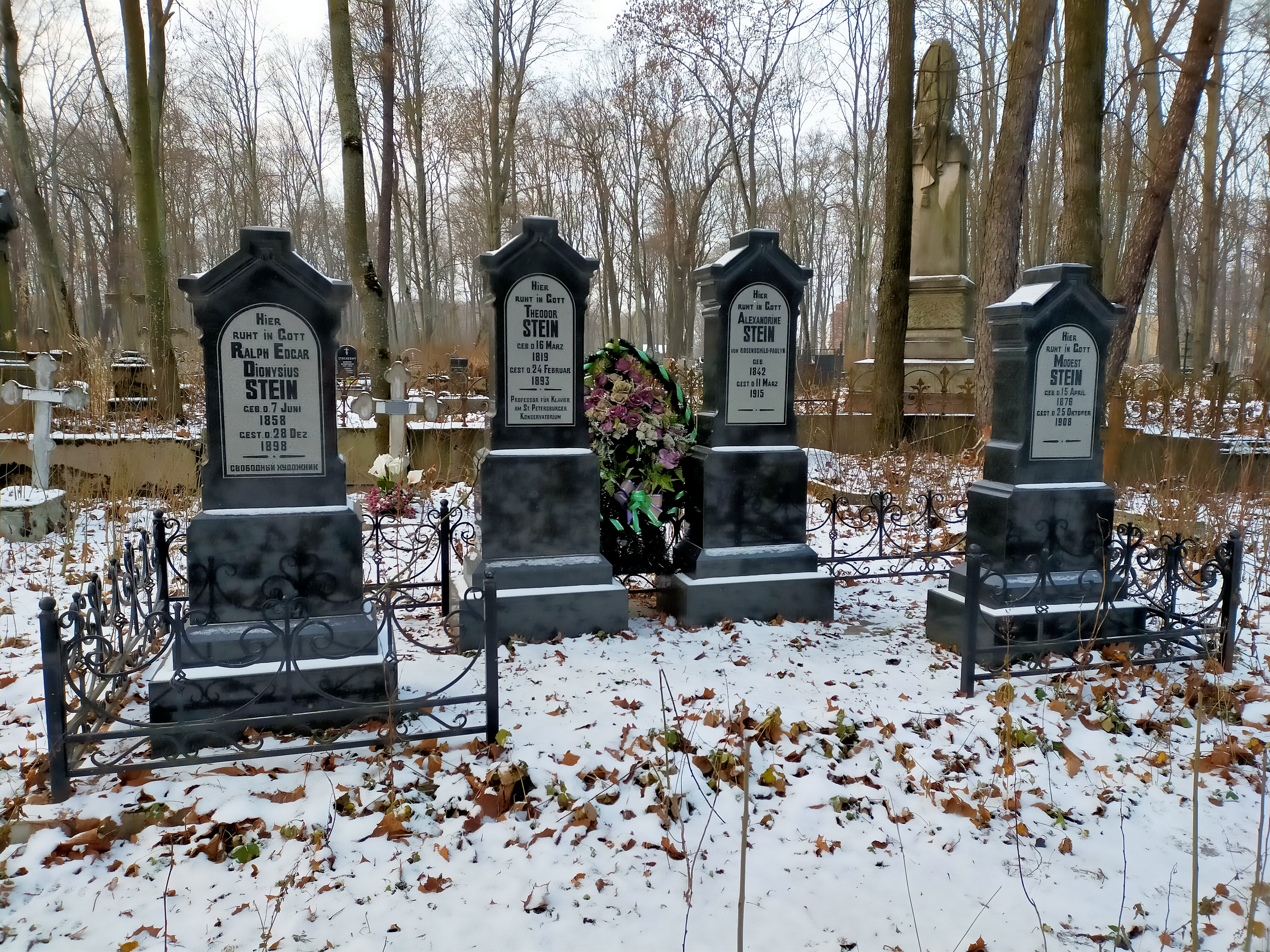
Cimetière de la famille Stein, cimetière luthérien Volkovo à Saint-Pétersbourg

Theodor Stein (russifié en Фёдор Фёдорович Штайн), né le 16 mars 1819 à Altona et mort le 24 février/7 mars 1893 à Saint-Pétersbourg, est un pianiste et pédagogue allemand, actif en Russie.

## Biographie
Theodor Stein descend d'une famille de musiciens; dès sa prime jeunesse, il se fait connaître comme soliste et improvisateur. En 1828, il compose six morceaux de piano intitulés Sechs Lieder für Kinder (six lieder pour enfants). Il étudie à la Sing-Akademie de Berlin sous la férule de Carl Friedrich Zelter, puis le contrepoint auprès de Hummel à Weimar et le piano auprès d'Ignaz Moscheles à Leipzig. Ensuite, il est à Copenhague élève de l'organiste et compositeur Christoph Ernst Friedrich Weyse. Robert Schumann décrit en 1834 dans son Neuer Zeitschrift für Musik l'un de ses concerts.
Theodor Stein se rend en 1835 en Russie pour donner une série de concerts. La même année, il s'installe à Reval, où il fonde une société de musique et enseigne le piano dans plusieurs classes. En 1846-1847, il demeure à Stockholm où il organise des concerts sur abonnements. Il fait une tournée de concerts en 1855 à Hambourg et à Paris. En 1871-1872, il demeure et travaille à Helsingfors. En 1872, il est embauché comme professeur de piano au conservatoire de Saint-Pétersbourg (il obtient le titre de professeur de 2nde classe en 1879 et de 1re classe en 1886). Il fonde sa propre école de musique installée au couvent de Smolny qu'il dirige de 1885 à 1890. Il continue de se produire aussi en tant que pianiste virtuose. Il devient sujet de l'Empire russe en 1886; son nom est russifié en Fiodor Fiodorovitch Stein.
Parmi ses élèves, l'on compte Felix Blumenfeld.

## Famille
Il épouse Alexandra (Alexandrine) von Rosenschild-Paulyn (1842-1915) d'une branche d'une famille de la noblesse danoise installée en Courlande, et convertie à l'orthodoxie, dont il a quatre enfants Evgueni (1869-1961, futur diplomate), Alexeï (1870-1959, pianiste), Modeste (1876-1908) et Véra (1881-1971, peintre et sculptrice).

## Distinctions
- Ordre de Saint-Stanislas de IIIe classe (1883) et de IIe classe (1891)
- Ordre de Sainte-Anne de IIIe classe (1888).